# San Antonio, Xalisco
San Antonio är en ort i Mexiko.   Den ligger i kommunen Xalisco och delstaten Nayarit, i den centrala delen av landet, 700 km väster om huvudstaden Mexico City. San Antonio ligger 396 meter över havet och antalet invånare är 196.
Terrängen runt San Antonio är huvudsakligen kuperad, men åt nordost är den bergig. Runt San Antonio är det ganska tätbefolkat, med 108 invånare per kvadratkilometer. Närmaste större samhälle är Jalcocotán, 12,9 km norr om San Antonio. I omgivningarna runt San Antonio växer i huvudsak lövfällande lövskog.